# 科利亞蘇尤
科利亞蘇尤（克丘亞語：Qulla Suyu；西班牙語：Collasuyo），印加帝國四大行政區之一。印加人以國都庫斯科為中心，在南方有一遼闊的省份稱為「科利亞」，因而把南面部份稱為「科利亞蘇尤」。